# Joachim Schmiele
Joachim Schmiele (* 27. Januar 1949 in Schwarzheide) ist ein deutscher Ingenieur und Politiker (DSU).

## Leben und Beruf
Nach dem Schulbesuch und einer Ausbildung als Elektromonteur studierte Schmiele von 1967 bis 1971 Regelungstechnik an der TU Dresden. Von 1971 bis 1987 war er im VEB Geräte- und Reglerwerk Teltow tätig. Dort leitete er zuletzt die Entwicklungsabteilung für die Rekonstruktion von Kernkraftwerken und für Gebäudeautomatisierung. 1986 wurde er an der TH Leipzig mit der Arbeit Ein Beitrag zur Rationalisierung der Projektierung von Automatisierungsanlagen durch den Einsatz von Rechentechnik zum Dr.-Ing. promoviert. Von 1987 bis 1990 leitete er das CAD/CAM-Zentrum der Ingenieurhochschule Berlin-Wartenberg.

## Politik
Schmiele trat Anfang 1990 in die DSU ein und wurde im März 1990 im Wahlkreis Berlin in die Volkskammer gewählt. Dort war er von April bis Oktober 1990 Parlamentarischer Geschäftsführer der DSU-Fraktion und stellvertretender Vorsitzender des Haushaltsausschusses. Im Oktober 1990 gehörte er zu den 144 Abgeordneten, die von der Volkskammer in den Bundestag entsandt wurden. Dem Bundestag gehörte er bis zum Ende der Wahlperiode im Dezember 1990 an und war dort Gast der CDU/CSU-Fraktion.